# Maria Teresa Dudzik
Maria Teresa Dudzik (ang. Mary Theresa Josephine Dudzik; właśc. Józefa (Józefina) Dudzik; ur. 30 sierpnia 1860 w Płociczu koło Kamienia Krajeńskiego, zm. 20 września 1918 w Chicago) – polska zakonnica, założycielka i pierwsza przełożona generalna Zgromadzenia Sióstr Franciszkanek Błogosławionej Kunegundy oraz Czcigodna Służebnica Boża.

## Życiorys
Przyszła na świat 30 sierpnia 1860 w wielodzietnej rodzinie chłopskiej jako Józefa (Józefina) Dudzik. Była trzecim dzieckiem Jana i Agnieszki z domu Polaszczyk. W latach 1867–1875 uczęszczała do szkoły elementarnej w rodzinnej wsi. Później kształciła się w szkole dla dziewcząt, prowadzonej w Kamieniu Krajeńskim przez elżbietanki, gdzie nauczano gospodarstwa domowego i robót ręcznych, w tym krawiectwa i hafciarstwa. W młodym wieku wstąpiła do świeckiego III zakonu św. Franciszka z Asyżu oraz szkolnego bractwa różańcowego. Po ukończeniu nauki pracowała jako krawcowa, otrzymując w 1878 dyplom krawiecki.
W roku 1881, mając 21 lat, wyemigrowała wraz z najmłodszą siostrą, bratem i rodzicami do Stanów Zjednoczonych, dołączając do najstarszej siostry, mieszkającej w Chicago od 1873. Utrzymywała się, prowadząc pracownię krawiecką. Włączyła się w życie religijne i działalność charytatywną swojej nowej, chicagowskiej parafii św. Stanisława Kostki. Zwróciła też uwagę na sytuację tamtejszych bezdomnych i chorych. W 1886 została przełożoną domu dla ubogich starszych kobiet. Rok później przyłączyło się do niej siedem dalszych tercjarek.
Za radą proboszcza Wincentego Barzyńskiego CR (1838-1899) oraz przy współpracy Marii Anny (Róży) Wysińskiej (1850–1917), 8 grudnia 1894 w Chicago założyła Zgromadzenie Sióstr Franciszkanek Błogosławionej Kunegundy (ang. Congregation of Franciscan Sisters of the Blessed Cunegonda), zwanych franciszkankami z Chicago. Została przełożoną nowej wspólnoty, pełniąc tę funkcję w latach 1894–1898 i po raz kolejny w latach 1909–1910, następnie sprawowała urząd mistrzyni nowicjatu. Zainicjowała powstanie domu starców, sierocińców oraz domu dla kobiet pracujących. Zmarła 20 września 1918 na chorobę nowotworową.
Pozostawiła w rękopisie "Kronikę Sióstr Franciszkanek, pod Opieką Św. Kunegundy w Chicago, Illinois", obejmującą lata 1893–1910. Kronika, zawierająca opis wydarzeń związanych z powstaniem i rozwojem zgromadzenia oraz osobiste refleksje Marii Teresy Dudzik, została spisana w latach 1910–1918 na polecenie jej kierownika duchowego ks. Andrzeja Spetza CR. Rękopis został opracowany i wydany przez ks. Henryka Malaka.

## Tablica przodków
| Tablica rodowodowa                                                        |                                                                           |                                                                           |
| Dziadkowie                                                                | ?                                                                         | Wawrzyniec Polaszczyk (~1785–?) Marianna Brzuszczyk (~1790–?)             |
| Rodzice                                                                   | Jan (Johann) Dudzik (20.08.1822–12.05.1889) Agnieszka Polaszczyk (1826–?) | Jan (Johann) Dudzik (20.08.1822–12.05.1889) Agnieszka Polaszczyk (1826–?) |
| Czcigodna Służebnica Boża Maria Teresa Dudzik OSF (30.08.1860–20.09.1918) |                                                                           |                                                                           |

## Proces beatyfikacyjny i upamiętnienie
11 września 1963 otwarto proces informacyjny w celu beatyfikacji Marii Teresy Dudzik. 13 października 1972 jej ciało ekshumowano z cmentarza św. Wojciecha w Niles i przeniesiono do domu generalnego Zgromadzenia Sióstr Franciszkanek w Lemont, umieszczając w specjalnym sarkofagu w kaplicy Najświętszego Serca Jezusowego. 
1 czerwca 1979 Stolica Apostolska wydała tzw. Nihil obstat dotyczący zgody na postępowanie beatyfikacyjne, po czym 8 września tegoż roku nastąpiło otwarcie procesu beafikacyjnego, a na postulatora wybrano początkowo ks. Henryka Malaka, a następnie dr. Andreę Ambrosiego. Odtąd przysługiwał jej tytuł Służebnicy Bożej. Zamknięcie procesu informacyjnego nastąpiło w 1981, po czym w 1989 Kongregacja Spraw Kanonizacyjnych wydała dekret o ważności tego procesu, a postulator złożył  tzw. Positio, wymagane w dalszej procedurze beatyfikacyjnej. Następnie, 26 marca 1994 w Watykanie został wydany przez papieża Jana Pawła II dekret o heroiczności cnót matki Marii Teresy Dudzik. Odtąd przysługuje jej tytuł Czcigodnej Służebnicy Bożej.
Odcinek ulicy North Karlov w Chicago nazwano Honorową Aleją Matki Marii Teresy Dudzik.